# Lillsjön (Lästringe socken, Södermanland)
Lillsjön är en sjö i Nyköpings kommun i Södermanland och ingår i Trosaåns huvudavrinningsområde.